# The Masterplan
The Masterplan ist eine Albumzusammenstellung von B-Seiten der britischen Musikgruppe Oasis. Das Album erschien im November 1998.

## Beschreibung
Das Album sollte ursprünglich nur in weit entfernten Märkten wie Amerika veröffentlicht werden, wo es meist sehr teuer ist, Singles und darauf enthaltene B-Seiten zu importieren. Acquiesce wurde in Amerika als Single veröffentlicht.
The Masterplan erreichte in England Platin und verkaufte sich weltweit insgesamt über zwei Millionen Mal.

## Das Album

### Produktion
Listen Up und I Am the Walrus wurden gegenüber ihren Originalversionen auf der Cigarettes-&-Alcohol-Single verändert. Bei Listen Up fehlt ein Teil des Gitarrensolos und I Am the Walrus wurde von 8:14 auf 6:25 Minuten gekürzt.

### Titelliste
Die Singles, auf denen die jeweiligen B-Seiten erschienen, sind in Klammern angegeben.
1. Acquiesce – (Some Might Say) – 4:24
2. Underneath the Sky – (Don’t Look Back in Anger) – 3:22
3. Talk Tonight – (Some Might Say) – 4:21
4. Going Nowhere – (Stand by Me) – 4:39
5. Fade Away – (Cigarettes & Alcohol) – 4:13
6. The Swamp Song – (Wonderwall) – 4:20
7. I Am the Walrus (Live) – (Cigarettes & Alcohol) – 6:25
8. Listen Up – (Cigarettes & Alcohol) – 6:21
9. Rockin’ Chair – (Roll with It) – 4:36
10. Half the World Away – (Whatever) – 4:22
11. (It’s Good) To Be Free – (Whatever) – 4:19
12. Stay Young – (D’You Know What I Mean) – 5:05
13. Headshrinker – (Some Might Say) – 4:38
14. The Masterplan – (Wonderwall) – 5:23